# Sông Velykyi Burluk
Velykyi Burluk (tiếng Ukraina: Великий Бурлук) là một sông ở Ukraina, nằm trong ranh giới của các huyện cũ Velykyi Burluk, Shevchenkove và Chuhuiv của tỉnh Kharkiv. Đây là một phụ lưu tả ngạn của sông Seversky Donets (lưu vực sông Don).
Chiều dài của sông là 96 km, diện tích lưu vực là 1.131 km². Độ dốc của sông là 0,88 m/km. Thung lũng sông có dạng hình thang, chiều rộng trung bình 2-3,5 km. Bãi bồi nằm ở hai bên, rộng 400–700 m, rộng nhất là đến 2 km. Ở trung lưu, thung lũng gần như khô cạn, và ở thượng lưu và hạ lưu, một số chỗ là đầm lầy. Sông uốn lượn vừa phải, phân nhánh, rộng từ 0,7– 80 m (Bazaliivka), sâu đến 1,6 m. Đáy sông nhiều bùn, bờ thấp và có cây cối ưa ẩm mọc dày đặc. Ở vùng trung lưu và hạ lưu, sông khô cạn thường niên, tạo thành các bãi bồi riêng biệt. Sông được sử dụng để tưới tiêu, nuôi cá, khu vui chơi, giải trí ven bờ.
Sông có đầu nguồn gần làng Malyi Burluk. Năm 1979, hồ chứa nước Velikoburlutsky được xây dựng trên sông, cách cửa sông 63 km. Ở cửa sông, gần làng Pechenihy, có một trang trại cá. Sông chảy vào Seversky Donets ở điểm cách cửa của sông này 868 km.
Các phụ lưu của sông Velikyi Burluk là Krynky, Husynka, Serednii Burluk, Baba. Trên sông Husynka có các hồ chúa Husynka, Novomykolaiv, Ivaniv.